# بینوایان (فیلم ۱۹۱۷)
بینوایان (انگلیسی: Les Misérables) یکی از چندین نسخه فیملی که بر اساس معروف رمانی به همین نام نوشته ویکتور هوگو ساخته شده است. این فیلم در سبک رمانتیک توسط فرانک لوید کارگردانی شده است. این فیلم محصول سال ۱۹۱۷ کشور ایالات متحده آمریکا است.

## بازیگران
- ویلیام فارنوم در نقش «ژان والژان»
- هاردی کرکلند در نقش «ژاور»
- جوئل کارمن در نقش «کوزت»
- دورتی برنار